# Oceanic Airlines
Az Oceanic Airlines egy légitársaság, amely számos médiaalkotásban, köztük a Lostban is szerepel. Maga az elnevezés gyakran tréfálkozás tárgya a filmrajongók körében, mivel a társaság gépei rendszerint katasztrófát szenvednek.

## Tűzparancs
A társaság először az 1996-ban készült Tűzparancs című filmben fordult elő. A történet szerint a cég által üzemeltetett 343-as Athén-Washington járatot (egy Boeing 747-est) terroristák térítik el. A nem létező társaság színeire festett gépről számos felvétel készült, amelyeket a készítők továbbértékesítették, így azóta több filmben is megjelentek.

## Lost
A Lost készítői új arculatot terveztek a társaságnak.
A sorozat története szerint a 2004. szeptember 22-én indult, 815-ös számú Sydney-Los Angeles járat (egy Boeing 777-es) elveszti a rádiókapcsolatot a repülésirányítással, ezért a Fidzsi-szigetek felé veszi az irányt, hogy ott landoljon, félúton azonban egy trópusi sziget felett légörvénybe kerül, három részre szakad, majd lezuhan. A katasztrófa pontos oka a történet egyik talánya. A sorozat maga a szerencsétlenség túlélői körül összpontosul.

### Az Oceanic 815-ös járat túlélői
Életben maradt túlélők: Kate Austen, Hugo Reyes, James Ford, Claire Littleton (és Aaron Littleton), Walt Lloyd, Rose Nadler, Bernard Nadler, Vincent, Cindy Chandler, Zach, Emma.
Később elhunyt túlélők: Seth Norris, Edward Mars, Donald, Joanna Miller, Nathan, Scott Jackson, Boone Caryle, Leslie Arzt, Shannon Rutherford, Ana-Lucia Cortez, Elizabeth Libby, Mr. Eko, Nikki Fernandez, Paulo, Charlie Pace, Doug, Szőke Nő, Jerome, Michael Dawson, Neil Frogurt, John Locke, Sayid Jarrah, Sun-Hwa Kwon, Jin-Soo Kwon, Jack Shephard.
Névtelen meghalt túlélők: 3 farokrész túlélő (A másik 48 nap) 23 törzsrész túlélő (Eljövendő dolgok, Mindenütt jó, de legjobb otthon I-III, A hazugság, Jughead).
Ismeretlen állapotú túlélők: 10 farokrész túlélő: nem tudni mi történt velük, lehet hogy meghaltak a templom mészárlásában vagy a Widmorék okozta rakétatámadásban a parton, de az is lehetséges, hogy még mindig életben vannak.

### Ülésrend
A 815-ös járat osztályai az első-, az üzleti és a turistaosztály. A gép a zuhanás közben három részre szakadt; az orr-rész a sziget belsejében, a géptörzs pedig a sziget partjainál ért földet, míg a farrész – a turistaosztály nagyjából felével – a sziget átellenes oldalán a tengerbe csapódott.
| #  | Név                | Osztály | Szék      |
| -- | ------------------ | ------- | --------- |
| 1  | Boone Carlyle      | Üzleti  | 9E        |
| 2  | Shannon Rutherford | Üzleti  | 9F        |
| 3  | Hugo Reyes         | Turista | 20G, 20H* |
| 4  | John Locke         | Turista | 24D       |
| 5  | Jack Shephard      | Turista | 23A       |
| 6  | Rose Nadler        | Turista | 23D       |
| 7  | Bernard Nadler     | Turista | 23E       |
| 8  | Charlie Pace       | Turista | 29C       |
| 9  | Kate Austen        | Turista | 27H       |
| 10 | Edward Mars        | Turista | 27G       |
| 11 | Ana Lucía Cortez   | Turista | 42F       |
| 12 | James Ford         | Turista | 20F       |

* Az Egyesült Államok repülőgépein túlsúlyos embereknek két helyre szóló jegyet kell váltaniuk.

### Érdekességek
- A sorozat brit adója, a Channel4 egy telefonszámot (0871 200 3904) jegyeztetett be Oceanic Air név alá. A szám reklámcélokat szolgál, automatizált.

## Külső hivatkozások
- Airliners.net Executive Decision Jet – Az eredeti Boeing képei
- Airliners.net LOST Jet – A Lost számára átalakított Lockheed L1011 Tristar képei
- A Losttal kapcsolatos ál-hivatalos oldal jó pár Easter egg-gel
- Oceanicairlines.com – állítólag a Lost készítői tartják fenn. Az oldal véletlenszerűen megjelenik és eltűnik.
- Oceanic Flight 815 – A Lost hivatalos oldala